# Wings 3D
Wings 3D és un programa de modelat 3D de lliure distribució i de codi obert inspirat per altres programes similars, com Nendo i Mirai, ambdós de Izware. Està disponible per a la majoria de plataformes, incloent Windows, Linux i Mac utilitzant l'entorn Erlang.
Wings 3D està fet per a modelar i texturitzar elements formats amb polígons.
A diferència de Blender, Wings 3D no pot manejar animacions, i moltes operacions poden arribar a desactivar-se si l'element poligonal és massa complex. Com a avantatge té una interfase i un sistema d'icones molt més intuïtiva, que el fa més flexible a l'hora de treballar.
Encara que li manca un renderitzador potent, Wings 3D pot combinar-se amb altres programes, com POV-Ray o YafRay per a realitzar imatges d'alta qualitat.